# トマ・フェルセン
トマ・フェルセン（Thomas Fersen, 1963年1月4日 - ）は、パリ生まれの歌手である。

## 来歴
音楽好きの一家に産まれたトマは幼少期より楽器を習うなどし、音楽に親しむ。
その後パンクバンドを結成し80年初頭にデビューするがヒットには恵まれず、その後バンドは解散。
後にソロアーティストとして最デビューを果たす。
これまでに発表した4枚のアルバムは、いずれもゴールド・ディスクを受賞している。

## ディスコグラフィー

### オリジナル・アルバム
- 魚の日
- キャトル